# Kettős inga

A kettős inga két, egymáshoz csatolt ingából áll.

A fizikában és a matematikában a dinamikus rendszerek területén a kettős inga egy két, egymáshoz csatolt ingából álló egyszerű fizikai rendszer, aminek a mozgására erős hatást gyakorolnak a kezdeti állapotok. A kettős inga kaotikus mozgását differenciálegyenletek határozzák meg. 

## Elemzés, értelmezés
Több változata van a kettős ingának: a két inga hossza és tömege lehet megegyező, vagy különböző. Így megkülönböztetünk egyszerű és komplex kettős ingákat. A mozgás lehet 3 dimenziós és 2 dimenziós is. Ebben az elemzésben az ingák hossza és a súlyok megegyeznek és a mozgás a vertikális síkra van korlátozva.

## Fordítás
- Ez a szócikk részben vagy egészben  a   Double pendulum című angol Wikipédia-szócikk ezen változatának fordításán alapul.  Az eredeti cikk szerkesztőit annak laptörténete sorolja fel. Ez a jelzés csupán a megfogalmazás eredetét és a szerzői jogokat jelzi, nem szolgál a cikkben szereplő információk forrásmegjelöléseként.